# 罗承熙
罗承熙（Lo Chengxi，1920年11月20日—）原籍广东省顺德县，生于香港。中华人民共和国经济学家。

## 生平
1944年昆明西南联合大学经济系毕业，随即入北平清华大学经济系当研究生。1948年赴美国，在芝加哥大学当研究生，获硕士学位。他是米尔顿·弗里德曼的硕士研究生。1950年春，回国。
1979年11月19日，身为中国社会科学院世界经济研究所研究员的罗承熙就弗里德曼访问中华人民共和国一事致信米尔顿·弗里德曼称：“我是你的学生……现在我是世界经济研究所的研究员，被要求做访问期间的联络员。”1980年6月，罗承熙又致信弗里德曼称，在弗里德曼预定的访问中国的时间段内，他要参加一个代表团赴美国，故询问弗里德曼可否提早访问中国。但因弗里德曼已安排在访问日本一周之后再访问中国，故弗里德曼的访问时间未能调整，罗承熙和弗里德曼未能在1980年见面。
三年后，罗承熙结束了在美国东海岸做访问学者的工作，与妻子、儿子转经加拿大温哥华回中国，恰逢弗里德曼在温哥华参加朝圣山学会的会议，罗承熙终于同弗里德曼见面。
1980年代，罗承熙是中国社会科学院世界经济与政治研究所研究员。 他和钱俊瑞等人成为中国改革开放后世界经济学科的奠基人。

## 著作
- 罗承熙，货币理论探索，中国社会科学出版社，1987年